# Kromme IJssel
Pour les articles homonymes, voir IJssel (homonymie).
Le Kromme IJssel — en français l'Yssel courbé — est une petite rivière néerlandaise de la province d'Utrecht. Sa longueur est de 2,75 km.

## Cours
Le Kromme IJssel se détache à Nieuwegein de l'Yssel hollandais, là où celui-ci vire vers le nord, dans le quartier de Doorslag. La rivière traverse le bois de l'Yssel, elle passe sous l'A2 et contourne le lieu-dit du Klaphek avant de changer de nom et de devenir Enge IJssel.

## Histoire
Autrefois, le Kromme IJssel faisait partie de l'Yssel hollandais, lorsque celui-ci était encore relié au Lek au Klaphek.

### Source
- (nl) Cet article est partiellement ou en totalité issu de l’article de Wikipédia en néerlandais intitulé « Kromme IJssel » (voir la liste des auteurs).